# Partheneion

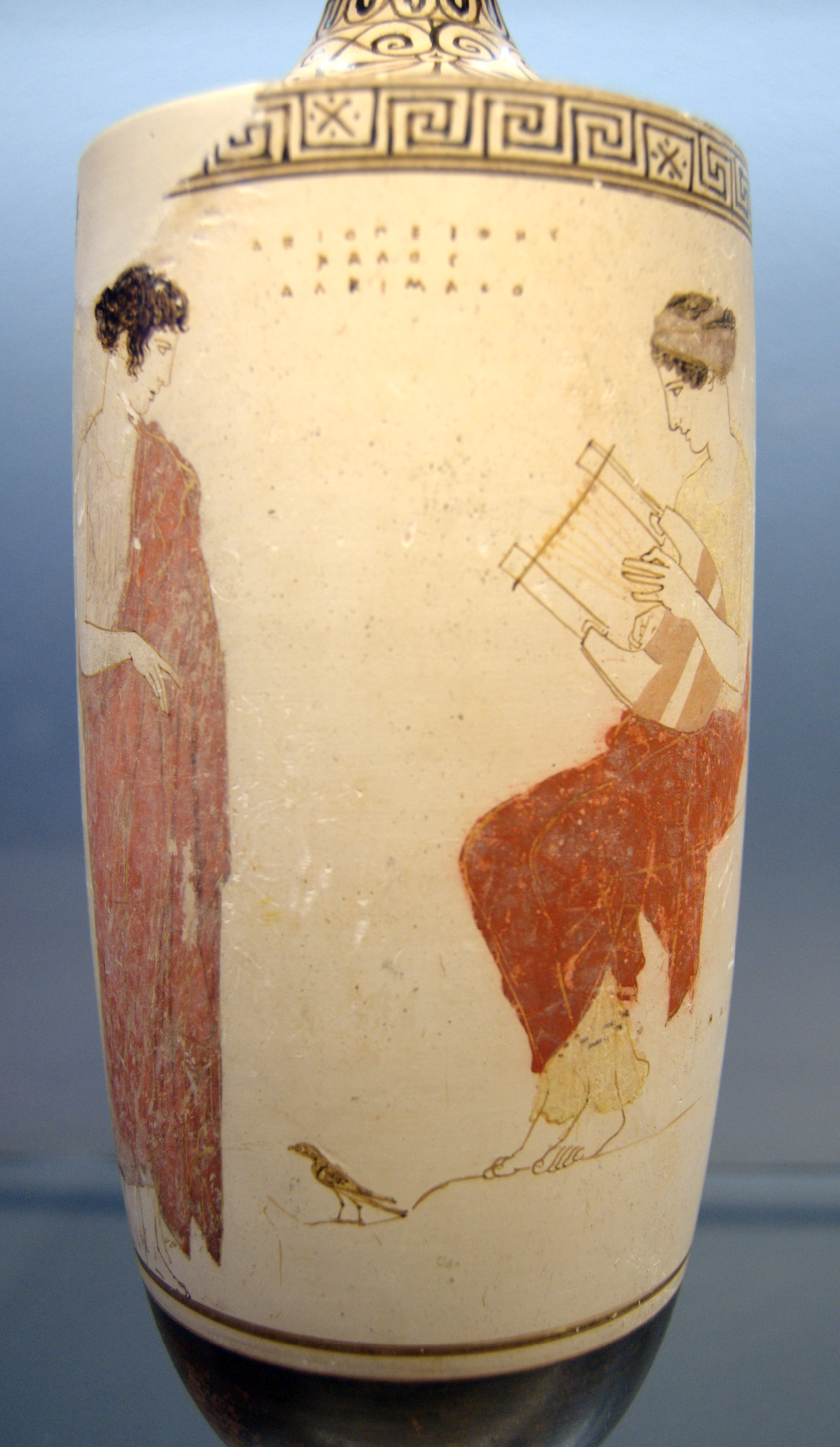
Kithara-Spielerin und weibliche Zuhörerin, Zwei Musen am Helikon. Attisch-weißgrundige Lekythos, 440–430 v. Chr., griechische Vasenmalerei des Achilleus-Maler

Das Partheneion (von altgriechisch παρθένειον, partheneion „Jungfrauenlied“; zu παρθένος, parthenos „Jungfrau“) ist eine Form des antiken Chorliedes. Es wurde als halb kultisch-religiöse, halb weltliche Hymne von einem Mädchenchor vorgetragen und besonders in Sparta gepflegt; dazu wurde es von Instrumentalspiel, wie zum Beispiel mit der Kithara, und Tanz begleitet und war weniger feierlich als andere Gattungen wie der Paian.
Es sind nur wenige Fragmente erhalten, so der Schluss eines Partheneions von Alkman, das wohl ein Prozessionslied für die Göttin Artemis war, und Bruchstücke aus Pindars nicht mehr erhaltenen Partheneia sowie aus dessen Anhang; sie enthalten Verse über die Unsterblichkeit, über Daphne und Pan in chorjambischem Maß. Parthenien von Bakchylides und Semonides werden in anderen Werken erwähnt, sind aber gleichfalls nicht überliefert.
In einem Grab im ägyptischen Saqqâra fand man 1855 einen Papyrus eines derartigen Jungfrauenlieds mit 101 Versen, der sich heute in den Sammlungen des Louvre befindet. Erst 105 Jahre später entdeckte man in der Sammlung des British Museum Fragmente vergleichbarer Papyri aus dem altägyptischen Oxyrhynchos.